# Nyquistfrekvensen

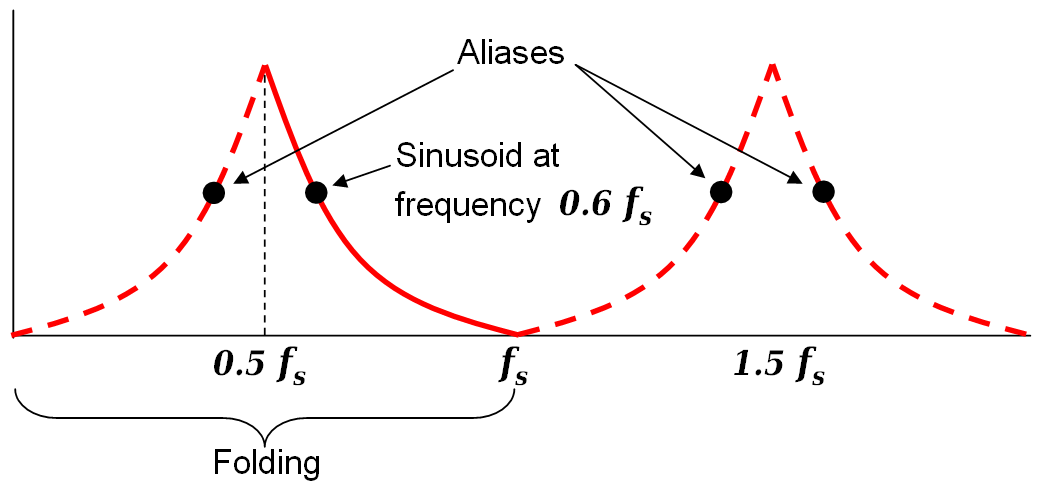
Svarta punkterna är speglingar av varandra som uppkommer på grund av vikning

Nyquistfrekvensen, som har fått sitt namn efter Nyquist-Shannons samplingsteorem, är halva samplingsfrekvensen för en signal. Den kallas ibland för kritisk frekvens. Samplingsteoremet säger att fel i samplingen bara kan undvikas om Nyquistfrekvensen är minst lika stor som bandbredden av den signal som skall samplas.
Nyquistkriteriet är ett annat ord för samma sak, nämligen att en signal som ska samplas inte får ha några frekvenskomponenter ovanför halva samplingsfrekvensen. 
I princip är Nyquistfrekvensen samma som kanalens bandbredd men det förutsätter att det finns perfekta (ideala) filter som kan släppa igenom de önskade frekvenserna samtidigt som det kapar bort alla oönskade frekvenser. I praktiken använder man sig av översampling d.v.s. att sampla med en högre frekvens. 
Som exempel har en ljud-CD 44 100 Hz som samplingsfrekvens. Nyquistfrekvensen blir då 22 050 Hz vilket är den högsta frekvensen som skulle kunna lagras i idealfallet. I praktiken gäller det att när ett filter släpper igenom signaler med lägre frekvens än 20 000 Hz och inte blockerar signaler förrän frekvensen når över 22 000 Hz blir en CD-skivas frekvensområde 0–20 000 Hz.